# Different World (아이언 메이든의 노래)
〈Different World〉는 영국의 헤비 메탈 밴드 아이언 메이든의 곡이다. 그것은 그들의 열네 번째 스튜디오 음반 《A Matter of Life and Death》의 오프닝 곡이고 음반의 두 번째 싱글로 발표되었다. 그것은 미국에서 2006년 11월 14일, 그리고 유럽에서 2006년 12월 26일에 발매되었다. 이 곡은 필 라이넛이 불렀던 노래들을 연상케 하는 브루스 디킨슨이 부르는 낮은 음조의 멜로디 때문에 씬 리지에게 바치는 노래라고 밴드에 의해 언급되었다. 그것은 또한 매일 밤 밴드의 A Matter of Life and Death Tour에서 처음 연주되었다.
〈Different World〉의 기타 독주는 아드리안 스미스에 의해 연주된다.

## 뮤직 비디오
〈Different World〉의 뮤직 비디오 두 개가 공개되었다. 첫 번째, 디킨슨의 컴퓨터 애니메이션 버전은 시험관을 재구성하는 드론 공장을 보고 있다. 누군가가 보라색 액체를 가지고 나타나면, 그는 튜브를 들고 달렸다. 그는 더 많은 무인기에 쫓기고 극도로 높은 통로를 지나 플랫폼에서 뛰어내리고 나중에 쓰레기 처리장을 통과한다. 그는 빠른 속도로 슈트를 빠져나와 붙잡으려다 결국 넘어진다. 그는 제플린에 착륙했고, 드론에게 붙잡혔다. 드론은 그를 공중에 날라다 땅에 충돌시키고, 그 후 브루스는 도시를 통해 그에게 다른 세상을 보여준다. 이 비전에서는 젊은 버전의 브루스가 시험관을 들고 스크린에 던진다. 환영이 폭발하고 거대한 에디가 일어나 도시를 파괴하기 시작한다. 카메라가 축소되고, 더 큰 에디가 행성을 잡고 있는 것이 드러나고, 그것을 스크린에 던지며, 비디오가 끝난다.
두 번째 버전은 잉글랜드 웨스트 런던 삼 스튜디오의 스튜디오 1에서 이 노래를 녹음하는 밴드를 특징으로 한다. 이 비디오의 일부는 첫 번째 버전에 나타난다.

## 곡 목록

### 미국 CD 싱글
| #  | 제목                                                 | 작사·작곡                      | 재생 시간 |
| -- | ---------------------------------------------------- | ------------------------------ | --------- |
| 1. | 〈Different World〉                                  | 아드리안 스미스, 스티브 해리스 | 4:15      |
| 2. | 〈Hallowed Be Thy Name (Radio 1 'Legends' Session)〉 | 해리스                         | 7:13      |
| 3. | 〈The Trooper (Radio 1 'Legends' Session)〉          | 해리스                         | 3:56      |

### 유럽 CD 싱글
| #  | 제목                   | 작사·작곡      | 재생 시간 |
| -- | ---------------------- | -------------- | --------- |
| 1. | 〈Different World〉    | 스미스, 해리스 | 4:15      |
| 2. | 〈Iron Maiden (Live)〉 | 해리스         | 5:40      |